# Rivière Isidore
Pour les articles homonymes, voir Isidore.
La rivière Isidore est un affluent de la rivière du Sault aux Cochons, coulant sur la rive nord-ouest du fleuve Saint-Laurent, dans le territoire non organisé Lac-au-Brochet, dans la municipalité régionale de comté (MRC) de La Haute-Côte-Nord, dans la région administrative de la Côte-Nord, dans la Province de Québec, au Canada. La partie inférieure du cours de cette rivière descend dans le territoire de la Zec de Forestville.
À cause d’une topographie montagneuse, la vallée de la rivière Isidore ne comporte pas de route d’accès. Néanmoins, à partir de la route 138, une route forestière remonte par la rive Sud la vallée de la rivière du Sault aux Cochons, en passant devant l’embouchure de la rivière Isidore, jusqu’à la décharge (venant du Nord) du Lac Atisocagamac. De là, cette route forestière enjambe la rivière du Sault aux Cochons pour remonter vers le Nord dans un segment plus ou moins en parallèle à cette dernière rivière. Puis cette route forestière emprunte la vallée de la rivière aux Canards qu’elle remonte sur toute sa longueur et rejoindre le village de Labrieville, ainsi que les barrages de la rivière Betsiamites. À la hauteur du lac Saindon, une route secondaire se détache de cette route forestière et mène vers l’Est jusqu’au Petit lac Isidore. Une autre route forestière débutant à l’Est du Lac aux Perles mène au lac Beaudin lequel constitue un plan d’eau de tête de la rivière Isidore Est,.

## Géographie
Les principaux bassins versants voisins de la rivière Isidore sont :
- côté Nord : rivière Isidore Est, lac Beaudoin, Petit lac Isidore, réservoir Pipmuacan, rivière Desroches, rivière Betsiamites, rivière Leman ;
- côté Est : ruisseau à Truchon, rivière Leman, rivière Nicette, rivière Ouelette, lac Laval, rivière Adam, rivière aux Lacs, rivière Laval ;
- côté Sud : rivière du Sault aux Cochons, ruisseau aux Bouleaux, rivière Rocheuse ;
- côté Ouest : rivière du Sault aux Cochons, rivière Isidore Ouest, ruisseau Alphabeth[2].

La rivière Isidore prend sa source à la confluence de la rivière Isidore Ouest et rivière Isidore Est (altitude : 300 m), en zone forestière. Cette confluence est caractérisée par des sommets de montagnes variant entre 475 m et 561 m d’altitude.
Cette confluence est située au sud-est du réservoir Pipmuacan au sud du centre du village de Labrieville, au Nord de l’embouchure de la rivière Isidore (confluence avec la rivière du Sault aux Cochons), au nord-ouest de la confluence de la rivière du Sault aux Cochons et du fleuve Saint-Laurent, au nord-ouest du centre-ville de Forestville et au sud-ouest de l’embouchure de la rivière Betsiamites.
À partir de cette confluence, la rivière Isidore coule généralement vers le sud-est en ligne droite en formant un crochet en milieu de cours. Cette rivière entièrement en zones forestières et est encastrée entre des montagnes, coule sur environ 9 km selon les segments suivants :
- vers le sud-est en recueillant en début de segment la décharge (venant du sud-ouest) du lac Husky, jusqu’à un coude de rivière où se déverse un ruisseau (venant de l’est) ;
- vers le sud-ouest en contournant par le nord-ouest une montagne dont le sommet atteint 411 m, jusqu’à la décharge (venant du sud-ouest) du lac Messa ;
- vers le sud-est encastré entre les montagnes, jusqu'à la confluence de la rivière[2].

La rivière Isidore se déverse dans un coude de rivière sur la rive Nord de la rivière du Sault aux Cochons dans le territoire non organisé de Lac-au-Brochet.
Cette confluence de la rivière Isidore est située :
- au sud-est du centre du village de Labrieville ;
- au nord-ouest de la confluence de la rivière du Sault aux Cochons et du fleuve Saint-Laurent ;
- au sud-ouest de l’embouchure de la rivière Betsiamites ;
- au nord-ouest du centre du village des Escoumins ;
- au sud-ouest du centre-ville de Baie-Comeau[2].

## Toponymie
Le toponyme Rivière Isidore a été officialisé le 15 juillet 1970 à la Banque des noms de lieux de la Commission de toponymie du Québec.